# Adolf Brodski
Adolf Dawidowicz Brodski (ros. Адольф Давидович Бродский; ur. 21 marca?/2 kwietnia 1851 w Taganrogu, zm. 22 stycznia 1929 w Manchesterze) – rosyjski skrzypek i pedagog.

## Życiorys
Był uzdolnionym muzycznie dzieckiem, debiutował jako skrzypek w Odessie w wieku 9 lat. W latach 1860–1866 kształcił się w Konserwatorium Wiedeńskim u Josefa Hellmesbergera, następnie był członkiem jego kwartetu smyczkowego. W latach 1868–1870 grał w orkiestrze Opery Wiedeńskiej, później występował jako solista. W 1873 roku wyjechał do Moskwy, gdzie studiował w tamtejszym konserwatorium u Ferdinanda Lauba. Po ukończeniu nauki w 1875 roku został wykładowcą tejże uczelni. W 1879 roku dyrygował w Kijowie, później koncertował w Paryżu, Londynie i Wiedniu. W latach 1883–1891 był wykładowcą konserwatorium w Lipsku. Zorganizował tam też własny kwartet smyczkowy, w którym oprócz niego grali Hugo Becker, Hans Sitt i Julius Klengel.
W latach 1891–1894 przebywał w Stanach Zjednoczonych, gdzie był koncertmistrzem New York Symphony Orchestra. W 1895 roku osiadł w Anglii, gdzie był wykładowcą Royal Manchester College of Music, a w latach 1895–1896 koncertmistrzem orkiestry The Hallé. Jego uczniem był Arthur Catterall.
Był wysoko ceniony jako solista przez Piotra Czajkowskiego i był pierwszym wykonawcą dedykowanego mu przez kompozytora Koncertu skrzypcowego D-dur. Edward Elgar dedykował Brodskiemu swój Kwartet smyczkowy e-moll.
W jego posiadaniu były skrzypce „Brodsky” Stradivariego z 1702 oraz skrzypce „Lafont”  Guarneriego z ok. 1736.